# Funai
A Funai Electric szórakoztató elektronikai termékeket gyártó japán cég.  Székháza Daitóban található, Oszakában. A céget 1961-ben alapították. A Funai 1991-ben megalapította saját leányvállalatát az Egyesült Államokban is, Funai Corporation, Inc. néven, hogy piacot teremtsen a cég által forgalmazott Sylvania, Emerson Radio, Magnavox, Pye, és Symphonic termékeinek. A Funai emellett egy fő OEM gyártó, televíziókat és videólejátszókat/felvevőket gyárt más vállalatok számára, mint Sharp, Toshiba, Denon, melyeket azok saját név alatt forgalmazhatnak. A Funai nyomtatókat is gyárt a Dell és a Lexmark számára, illetve digitális kamerákat a Kodak részére.

## Fordítás
Ez a szócikk részben vagy egészben  a   Funai című angol Wikipédia-szócikk ezen változatának fordításán alapul.  Az eredeti cikk szerkesztőit annak laptörténete sorolja fel. Ez a jelzés csupán a megfogalmazás eredetét és a szerzői jogokat jelzi, nem szolgál a cikkben szereplő információk forrásmegjelöléseként.